# Coptomia emmae
Coptomia emmae är en skalbaggsart som beskrevs av Ruter 1950. Coptomia emmae ingår i släktet Coptomia och familjen Cetoniidae. Inga underarter finns listade i Catalogue of Life.